# Ani DiFranco
Ani DiFranco (Buffalo, 1970. szeptember 23. –) többszörös Grammy-díjas amerikai-kanadai énekesnő, dalszerző. Több mint 20 albuma jelent meg. Mindet saját lemezkiadója (Righteous Babe Records) adja őket ki.

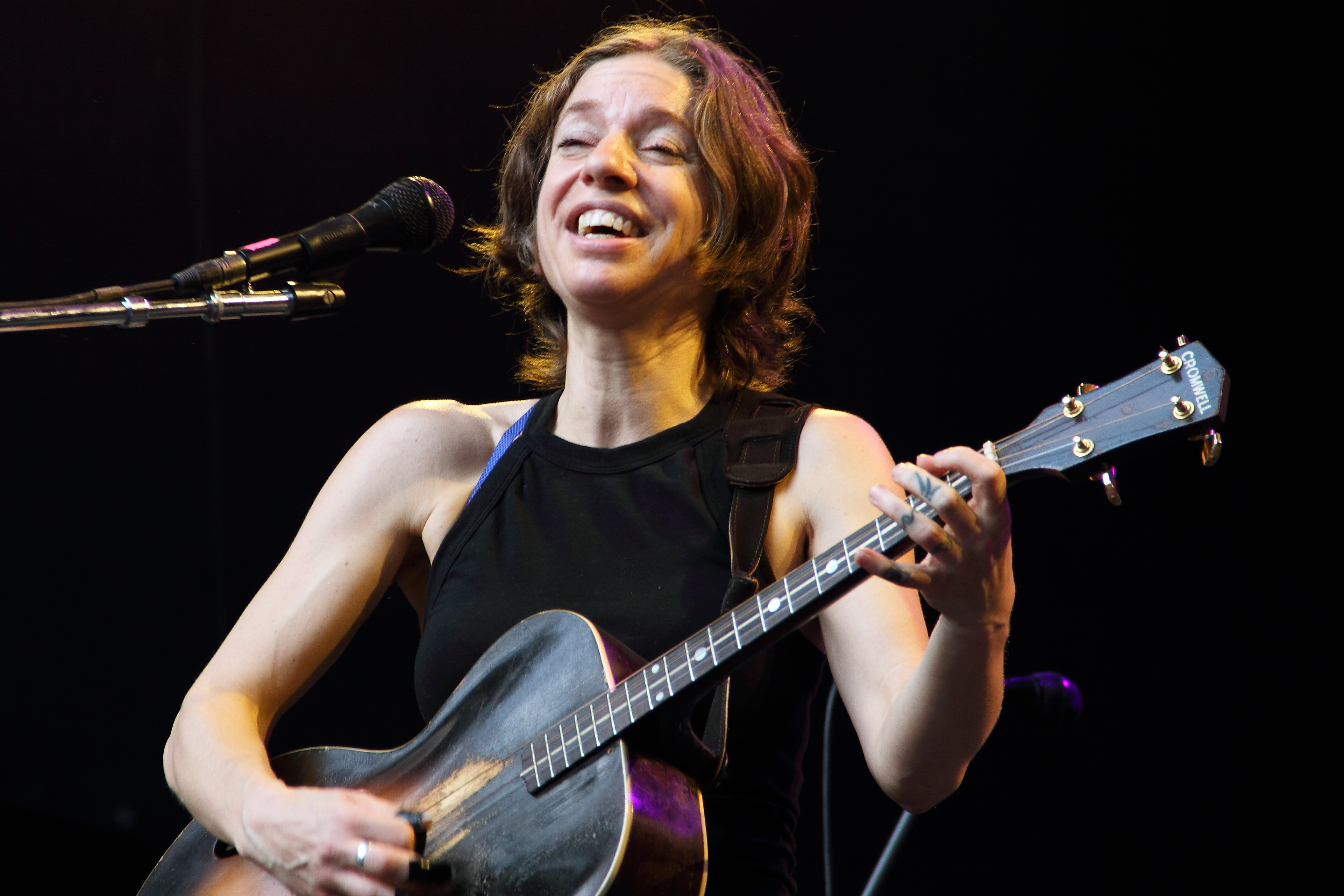
Rudolstadt Festival, 2017

## Pályafutása
Angela Marie DiFranco népzene-rajongó családban született. 9 éves korában gitártanárával Beatles-feldolgozásokat adott elő kocsmákban. Amikor 15 éves volt, anyja Connecticut vidékére költözött, míg Ani pedig Buffalóban maradt.
18 évesen − zsebében 50 dollárral − megalapította saját lemezcégét, a Righteous Babe Recordsot. Ott vette fel saját nevére keresztelt debütáló lemezét. Nem sokkal ezután New Yorkba költözött. Ottani tartózkodását számos probléma zavarta meg. Kezdettől fogva nem titkolta biszexualitását. 1998-ban férjhez ment Andrew Gilchrist hangmérnökhöz, akitől öt évvel később baráti körülmények között szakított. 2009 óta házasságbab Mike Napolitano producerrel. Két közös gyermekük van. Azóta Napolitano is részt vesz az albumok gyártásában.
DiFranco gyorsan népszerűvé vált bizonyos területeken, különösen a politikailag érdeklődő főiskolai hallgatók és más, a „fősodor” kultúrát kritizáló fiatalok körében. Még egy nagy kiadó és a hangadó sajtó támogatása nélkül is hírnevet szerzett az 1990-es évek közepén személyes kapcsolatok és a szájhagyomány útján. Az első rajongói oldalai 1994-ben jelentek meg az interneten.
Pályája során Cyndi Lauperrel, Dar Williamsszel, Lenine-nel, Utah Phillipsszel, Maceo Parkerrel, Corey Parker rapperrel dolgozott együtt. Szerepelt Prince két albumán is.
Ani DiFranco az amerikai New Folk mozgalom feje. Számos énekes-dalszerző példaképe lett. Az amerikai dalszerző, Dan Bern a Talkin' Ani DiFranco's Mom Blues című dalt DiFranco-nak ajánlotta. A svéd énekes, Lars Winnerbäck feldolgozta DiFranco You hade című számát a Du hade tid című albumán.
2019 közepén mutatta be No Walls and the Recurring Dream című önéletrajzát.
DiFranco politikai kérdésekben is megszólalt. Például a 2000-es amerikai elnökválasztási kampány során Ralph Nadert támogatta, 2004-ben pedig Dennis Kucinich-ot. 2016-ban Ryan Harvey-vel és Tom Morelloval megzenésítette azt a Woody Guthrie-szöveget (az Old Man Trumpot), amely Donald Trump elnökjelöltsége idején nagy médiavisszhangot kapott.

## Albumok
- Ani DiFranco, 1990
- Not So Soft, 1991
- Imperfectly, 1992
- Puddle Dive, 1993
- Like I Said: songs 1990-91, 1993
- Out of Range, 1994
- Not a Pretty Girl, 1995
- Dilate, 1996
- More Joy, Less Shame, 1996 EP
- The Past Didn't Go Anywhere, 1996
- Living in Clip, 1997, dupla album, live
- Little Plastic Castle, 1998
- Women in (E)motion, 1998, live
- Up Up Up Up Up Up, 1999
- Little Plastic Remixes, 1999
- Fellow Workers, 1999
- To the Teeth, 1999
- Revelling: Reckoning, 2001, dupla album
- So Much Shouting, So Much Laughter, 2002, dupla album, live
- Evolve, 2003
- Educated Guess, 2004
- Knuckle Down, 2005
- Reprieve, 2006
- Canon, 2007 best of, 3 CD
- Red Letter Year, 2008
- Which Side Are You On, 2011
- Allergic to Water, 2014
- Binary, 2017
- Revolutionary Love, 2021

## Filmek
- Ani DiFranco az IMDb-n

## Díjak, jelölések
| Év   | Mű                    | Díj                                                                        | Eredmény |
| ---- | --------------------- | -------------------------------------------------------------------------- | -------- |
| 1997 | Shy                   | Grammy-díj, Best Female Rock Vocal Performance                             | Jelölve  |
| 1998 | Glass House           | Grammy-díj, Best Female Rock Vocal Performance                             | Jelölve  |
| 1999 | Little Plastic Castle | Gay/Lesbian American Music Awards/ Best Rock/ Alternative Song             | Elnyerte |
| 1999 | Ani DiFranco          | Gay/Lesbian American Music Awards/ OutMusic Award                          | Elnyerte |
| 1999 | Ani DiFranco          | Gay/Lesbian American Music Awards/ Female Artist of the Year               | Jelölve  |
| 2000 | Hello Birmingham      | Planned Parenthood Maggie Award for Media Excellence                       | Elnyerte |
| 2000 | Jukebox               | Grammy-díj, Best Rock Vocal Performance- Female                            | Jelölve  |
| 2000 | Fellow Workers        | Grammy-díj, Best Contemporary Folk Album                                   | Jelölve  |
| 2000 | Ani DiFranco          | Gibson Guitar Award, Best Acoustic Artist Female                           | Elnyerte |
| 2004 | Evolve                | Grammy-díj, Best Recording Package                                         | Elnyerte |
| 2004 | Ani DiFranco          | Southern Center for Human Rights, Human Rights Award                       | Elnyerte |
| 2005 | Educated Guess        | Grammy-díj, Best Contemporary Folk Album                                   | Jelölve  |
| 2005 | Educated Guess        | Grammy-díj, Best Recording Package                                         | Jelölve  |
| 2006 | Knuckle Down          | Grammy-díj, Best Recording Package                                         | Jelölve  |
| 2006 | Ani DiFranco          | National Organization of Women, Woman of Courage Award                     | Elnyerte |
| 2007 | Reprieve              | Grammy-díj, Best Recording Package                                         | Jelölve  |
| 2008 | State of Mind         | BMI Cable Award                                                            | Elnyerte |
| 2009 | Ani DiFranco          | Woodie Guthrie Award                                                       | Elnyerte |
| 2013 | Ani DiFranco          | Winnipeg Folk Festival Artistic Achievement Award                          | Elnyerte |
| 2017 | Ani DiFranco          | A2IM Lifetime Achievement Award                                            | Elnyerte |
| 2017 | Ani DiFranco          | Outstanding Achievement for Global Activism Award from A Global Friendship | Elnyerte |
| 2021 | Ani DiFranco          | John Lennon Real Love Award                                                | Elnyerte |